# Kfz-Kennzeichen (Peru)

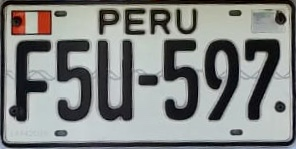
Aktuelles peruanisches Kennzeichen

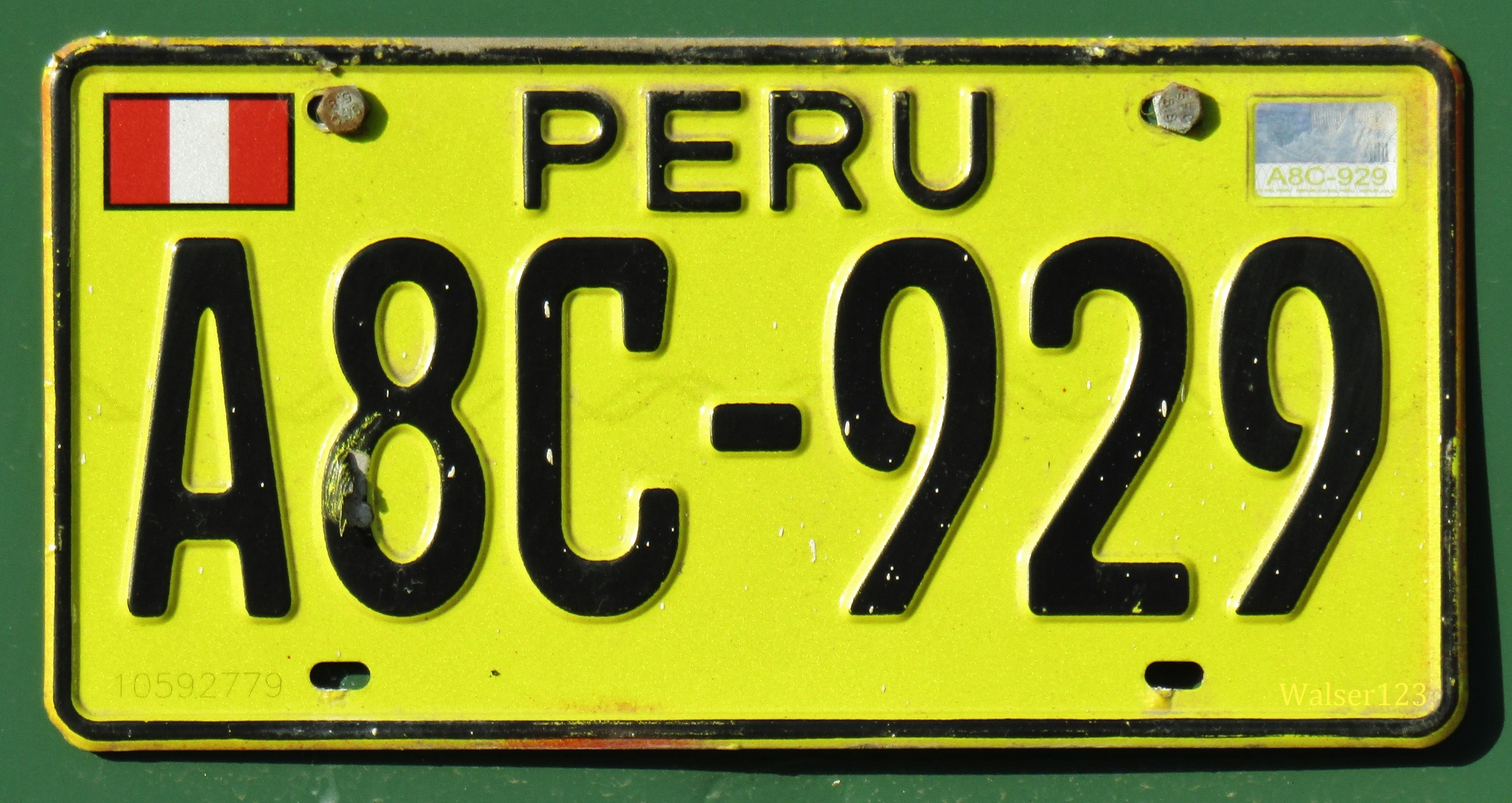
Kennzeichen für Lkw

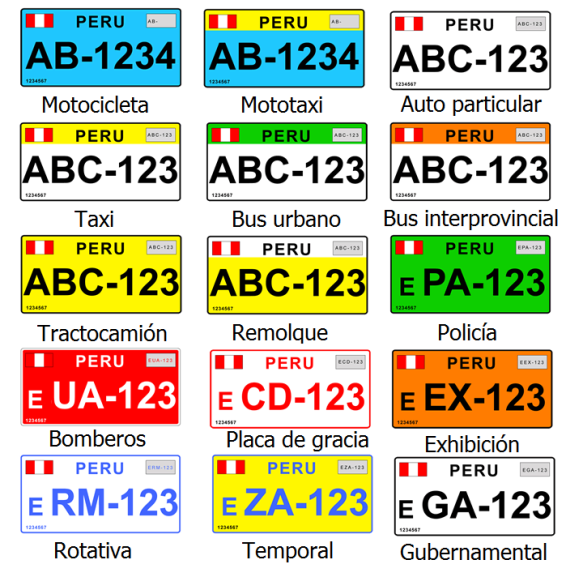
Muster peruanischer Kfz-Kennzeichen

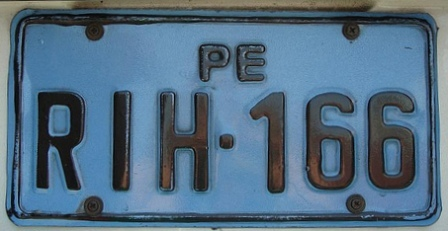
Kennzeichen des für den Personentransport zwischen 1995 und 2010

Die aktuellen peruanischen Kfz-Kennzeichen wurden am 1. Januar 2010 eingeführt. Die Schilder entsprechen dem US-amerikanischen Format und zeigen in der linken oberen Ecke die Flagge Perus. Daneben erscheint der Landesname in Großbuchstaben und in der rechten oberen Ecke ein Hologramm-Sticker. In der linken unteren Ecke befindet sich des Weiteren eine Seriennummer. Die Kombination besteht in der Regel aus einem Buchstaben, einer Ziffer und einem weiteren Buchstaben gefolgt von einem Bindestrich und drei weiteren Ziffern. Der erste Buchstabe gibt das Departamento an, in dem das Fahrzeug zugelassen wurde. Anhand der Farbgebung des Schildes lässt sich die Fahrzeugart erkennen. Privatfahrzeuge tragen weiße Schilder, bei Fahrzeugen des öffentlichen Personentransports ist der obere Rand gelb (Taxi), grün (Stadtbus) oder orangefarben (Überlandbus). Schilder für Lkw und Anhänger besitzen einen gelben, Kennzeichen für Zweiräder einen blauen Hintergrund. Ein kleines E (für spanisch especial) vor der Kombination markiert Spezialkennzeichen wie sie zum Beispiel für Feuerwehr, Krankenwagen (beide rot) und Polizei (grün) verwendet werden. Diplomatenkennzeichen besitzen rote Schrift auf weißem Grund und zeigen die Buchstaben CD.

## Geschichte
1974 wurden weiße Kennzeichen mit schwarzer Schrift eingeführt. Sie zeigten zwei Buchstaben und vier Ziffern getrennt durch einen Punkt. Der erste Buchstabe gab die Fahrzeugart, der zweite die Herkunft an. Über der Kombination erschien mittig das Nationalitätszeichen PE. 1995 wurden die Farben zu schwarz auf gelb geändert und ein dritter Buchstabe ergänzt. Fahrzeuge des öffentlichen Personentransports trugen Schilder mit blauem Hintergrund.

## Kürzel
Regionskürzel:
| Departamento  | ab 2010 | 1974–2010 |
| ------------- | ------- | --------- |
| Amazonas      | M       | W         |
| Ancash        | H       | E         |
| Apurímac      | X       | T         |
| Arequipa      | V       | H         |
| Ayacucho      | Y       | S         |
| Cajamarca     | M       | L         |
| Callao        | A,B,C,D | G,I,O,Q   |
| Cusco         | X       | Z         |
| Huancavelica  | Y       | R         |
| Huánuco       | W       | M         |
| Ica           | Y       | F         |
| Junín         | W       | P         |
| La Libertad   | T       | D         |
| Lambayeque    | M       | C         |
| Lima          | A,B,C,D | G,I,O,Q   |
| Loreto        | L       | Y         |
| Madre de Dios | X       | V         |
| Moquegua      | Z       | J         |
| Pasco         | W       | N         |
| Puno          | Z       | U         |
| San Martín    | S       | X         |
| Tacna         | Z       | K         |
| Tumbes        | P       | A         |
| Piura         | P       | B         |
| Ucayali       | U       | Y         |

Fahrzeugarten bis 2010:
| Buchstaben | Fahrzeugart            |
| ---------- | ---------------------- |
| A-K        | Pkw                    |
| M,N        | Zweiräder              |
| P,O        | Pick-ups               |
| Q          | Kleintransporter       |
| R,L        | Kleintransporter, SUVs |
| S,T        | Kombis                 |
| U,V        | Omnibusse              |
| W,X        | Lkw                    |
| Y          | Zugmaschinen           |
| Z          | Anhänger               |